# کاروانسرای مرنجاب
کاروانسرای مرنجاب کاروانسرا و قلعه‌ای در کویر مرنجاب کنار دریاچه نمک آران و بیدگل واقع شده‌است و توسط شاه عباس در سال ۱۰۱۲ قمری (۹۸۳ خورشیدی) ساخته شده‌است. این کاروانسرا که دارای ۳۵۰۰ مترمربع زیربنا و ۲۹ عدد اتاق می‌باشد، در ارتفاع ۸۵۰ متری از سطح دریای آزاد و در حاشیه جنوبی دریاچه نمک و در ۴۰ کیلومتری شمال شرق شهر آران و بیدگل واقع شده‌است.
کاروانسرای مرنجاب در مسیر جاده ابریشم قرار دارد و راه ارتباطی بین خراسان و اصفهان از آنجا می‌گذشته‌است.

## وجه تسمیه
نام گذاری این کاروانسرا به مرنجاب، به علت قرار گرفتن آن در کویر مرنجاب می‌باشد که لازم است ذکر شود امروزه گردشگران کویر مرنجاب در این کاروانسرا ساکن می‌شوند.

## ساختمان کاروانسرا و قنات آب شیرین
در بالای کاروانسرا به شکل سنگرهای دیدبانی می‌باشد و همیشه ۵۰۰ پاسدار مسلح در قلعه حضور دشتند و امنیت عبور کالا از چین به اروپا و بالعکس را در این منطقه تأمین می‌نمودند.
همچنین این کاروانسرا دارای قنات آب شیرین است. شور نبودن آب قنات کاروانسرای مرنجاب همه ساله بسیاری از گردشگران داخلی و خارجی را به سوی خود می‌کشاند.

## مالکیت کاروانسرا
کاروانسرای تاریخی مرنجاب تا سال ۱۳۷۸ که توسط میراث فرهنگی خریداری و در قالب طرح پردیسان مرمت شد، به شخصی به نام عباس شیبانی تعلق داشت که از آن برای آغل گوسفندان استفاده می‌نمود. در سال ۷۸ هم‌زمان با واگذاری این کاروانسرا به طرح پردیسان برای مرمت همراه با برخی بناهای دیگر در آن اطراف مانند خانه عامری‌های کاشان، مرمت آن آغاز شد و تا سال ۱۳۸۲ طول کشید و کاروانسرا که بسیاری از اتاق‌های آن به خرابه تبدیل شده بود، مرمت کلی شد. پس از آن زیر نظر صندوق حفظ و احیای اماکن تاریخی که زیر نظر میراث فرهنگی در کشور فعال می‌باشد و وظیفه آن مرمت و حفظ برخی بناها در سراسر کشور است، درآمد. این صندوق موظف است بناهایی را که در اختیار دارد، به سرمایه‌گذار بخش خصوصی برای مدت معین در مناقصه اجاره دهد.

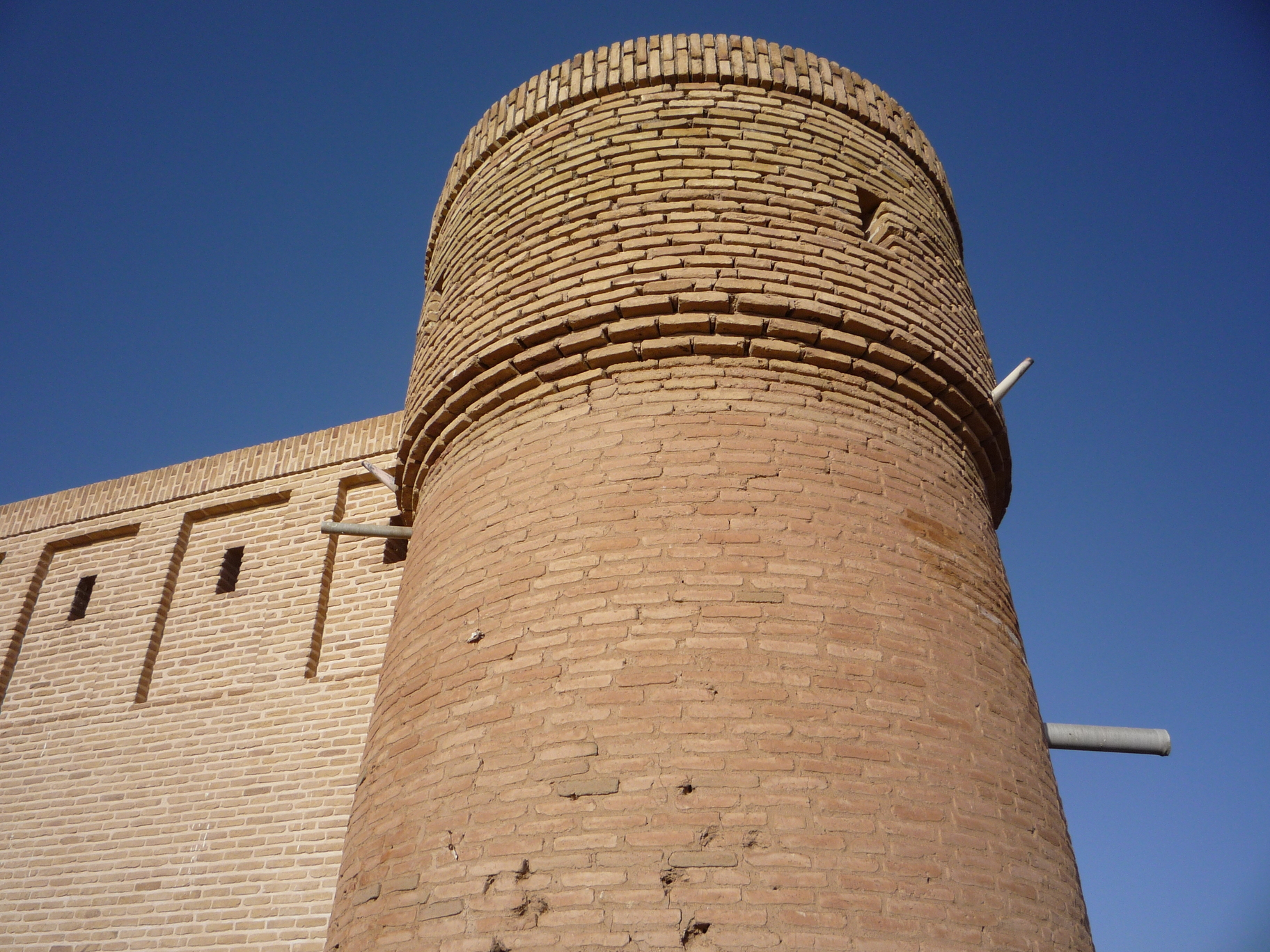
برج کاروانسرای مرنجاب

کاروانسرای تاریخی مرنجاب از سال ۱۳۹۸توسط شرکت تعاونی دهیاری‌های آران و بیدگل تحت نام تجاری قلعه مرنجاب به صورت هتل سنتی بازسازی، تکمیل و تجهیز شده‌است.

## ثبت در فهرست میراث جهانی
در ۲۶ شهریور ۱۴۰۲ در جریان چهل و پنجمین اجلاس کمیته میراث جهانی یونسکو در ریاض، کاروانسرای مرنجاب به‌همراه ۵۳ کاروانسرای تاریخی دیگر (جمعاً ۵۴ کاروانسرا در ۲۴ استان ایران) تحت عنوان کاروانسراهای ایرانی در فهرست میراث جهانی قرار گرفتند. این مجموعه جهانی به عنوان بیستمین و هفتمین اثر جهانی کشور ایران شناخته می‌شود.